# کمال القرقنی
کمال القرقنی (عربی: كمال القرقني؛ زادهٔ ۲۱ نوامبر ۱۹۷۱) بدن‌ساز لیبیایی‌‌تبار اهل لیبی است.